# Marko Emilije Lepid (6.)
Marko Emilije Lepid (Marcus Aemilius Lepidus, cca. 30. pr. Kr. - 33) bio je rimski senator, političar i vojskovođa iz vremena ranog Carstva, poznat po tome što je dobio pohvale od strane povjesničara Tacita.
Lepid je bio sin Lucija Emilija Paula i Kornelije Scipion, te poticao od Emilijevaca, najstarije od svih patricijskih obitelji Rima. Godine 6. je služio kao konzul, a potom se istakao kao vojskovođa u Velikom ilirskom ratu. Nakon toga je služio kao guverner Dalmacije i Panonije. Prema Tacitu, car August ga je prilično cijenio i smatrao dostojnim za nasljednika, iako je sam Lepid "prezirao" apsolutnu vlast tadašnjih careva.
Nakon Augustove smrti je postao pouzdanik novog cara Tiberija i do kraja života očuvao njegovo povjerenje. Usprkos toga, u nekim navratima se znao suprotstaviti carevoj volji, braneći u Senatu osobe koje su Tiberije ili članovi njegove dvorske klike optužili za izdaju. Godine 22. je obnovio Baziliku Emiliju (Basilica Aemilia) na rimskom Forumu, a godine 26., prema navodima modernih povjesničara, služio kao guverner Azije.
Lepid je imao kćer po imenu Emilija Lepida, koja se udala za Druza, sina Germanika i Agripine Starije, a kasnije izvršila samoubojstvo nakon optužbe za preljub. Njegov nećak i usvojeni sin Marko Emilije Lepid je pogubljen pod Kaligulom godine 39.

## Vanjske poveznice
- The text of Tacitus' Annals: At Project Gutenberg